# Риста Т. Николић
Риста Т. Николић (5. април 1877, Врање - 17. април 1917, Меглен) био је истакнути српски географ и антропогеограф и оснивач Српског географског друштва, родом из Врања. Унук је чувеног врањског трговца из друге половине XIX века Јање Влајинца. Јован Цвијић сматрао га је својим најбољим учеником и оставио га да му буде заменик на катедри.

## Биографија
Рођен је у Врању 1877. године. Основну и средњу школу завршио је у родном граду, у генерацији са рођаком и чувеним научником Миланом Влајинцем, књижевником Бором Станковићем, те познатим Врањанцима Миланом Стајићем, Ристом Цветковићем, Петром Миленковићем и Ристом Јанковићем Лунгом. Још као гимназијалац бележио је народне приповетке и песме из Врања.
После гимназије уписао је Филозофски факултет на Великој школи у Београду, историјско–географски одсек. Није показивао одређену склоност према некој географској науци и тек са појавом ужег Географског семинара, био је међу првим студентима који су надахнуто извршавали своје задатке. На свечаној седници 15. јуна 1898. године, на предлог Академијског савета Велике школе, заједно са Јованом Ердељановићем добио је Видовданску награду града Београда за рад Трговачки центри и путеви по Српској земљи у средњем веку и у турско доба. О овом делу је писао и давао позитивне коментаре и сам др Јован Цвијић.
Дипломирао је географију и антропогеографију на историјско-филолошком одсеку београдске Високе школе у јуну 1900. године и добио звање филозофа. Био је следбеник и најбољи ђак др Јована Цвијића, који га је планирао за свог наследика. Након завршеног Филозофског факултета отишао је на одслужење војног рока 1. августа 1900. године. Пред крај војног рока 23. јула 1901. године послао је писмо министру просвете и црквених послова у коме га обавештава да је завршио историјско-географски одсек Филозофског факултета на Великој школи, са молбом да буде примљен у државну службу као професор гимназије. Наредне године од марта до јуна радио је као асистент у Географском заводу. Из Географског завода 1. јуна 1902. године премештен је за суплента географије у Гимназији „Вук Стефановић Караџић”. Те године за истраживачки рад Опис Пољанице и Клисуре Ветернице у врањском округу награђен је новчаном наградом из Фонда Нићифора Дучића. То га је подстакло на даљи истраживачки рад у области антропогеографије.
Поред матерњег српског, говорио је немачки, француски, руски и арапски језик.
Пресудно раздобље у његовом животу је 1903. година, када је угледни српски географ др Јован Цвијић у својој књизи Насеља српских земаља објавио две монографије младог професора Ристе Т. Николића Врањска Пчиња у сливу Јужне Мораве и Околина Београда и Смедерева.
Николићева монографија Околина Београда и Смедерева рађена је на основу темељних истраживања, које је спровео др Јован Цвијић са својим ученицима радећи положај села, типове села и кућа, шума, станова, имена, старина, ранија насеља, порекло становништва, миграције и обичаје. Осим тога испитивао је земљишне облике морфологију, воде и климу. С посебном пажњом је описао 49 села.
Николићева монографија Врањско Поморавље - Врањска Пчиња у сливу Јужне Мораве на један сликовит начин описује реке које теку ка Јужној Морави, пролазећи изворе у Пчињском крају. Описао је 22 села Пчињског среза.
Након положеног стручног испита из географије као главног предмета и опште и српске историје као споредног, и немачког језика, Указом краља Петра Првог од 1. јануара 1905. године постао је професор земљописа (географије) и историје у Другој београдској гимназији.
Осим две монографије које је објавио 1903. објављује и монографију Пољаница и Клисура 1905. године. Овом монографијом Риста Т. Николић описао је 57 села у Пољаничком срезу, као и околне области: Виногош (Иногоште), Лесковачко поље, Јабланицу и околину Врања.
Монографију Крајиште и Власина Риста Т. Николић завршио је 1912. године коју је др Јован Цвијић објавно у својој публкацији Насеља српских земаља. Описао је области и географски положај Крајишта и Власине, главне геоморфолошке особине, климу, као и економски развој становништва тих крајева.
Учествовао је у балканским ратовима као резервни официр у Првом пешадијском пуку. Са страже у Мусуљу на бугарској граници писао је репортаже и документовао их фотографијама. За време док је био на ратишту др Јован Цвијић као његов велики пријатељ шаље му писмо у коме је изражавао бригу за његово здравље. У исто време га моли да бележи све што је доживео у рату док му је сећање свеже и да касније о тим сазнањима одржи једно предавање на првој седници Географског друштва. Те 1913. године 5. априла из Дебра послао је писмо мајци Тодори Николић и сестри Јованки у коме их обавештава о ситуацији о месту у коме се налази. Када је требало подизати Јужну Србију, др Јован Цвијић га је упутио у Скоше ради организовања рада и отворања Народног музеја у овом граду. За мање од годину дана Риста Т. Николић је пропутовао све области и прикупио знатан број предмета. Тако је почетком 1914. године постао први управник тек основаног Народног музеја у Скопљу.
Риста Т. Николић је 20. јуна 1914. године послао допис Министарству просвете и црквених послова, са молбом за кредит који је неопходан за адаптацију и опремање музејске зграде. Истовремено је радио на оснивању научног друштва у Скопљу. Све његове активности око Народног музеја су трајно прекинуте због почетка Првог светског рата у коме је учествовао.
У Првом светском рату као добровољац био је распоређен у Прву армију Моравске дивизије Другог позива као резервни потпоручник. После Церске битке учествовао је са својом дивизијом у борбама на Чавчићима близу Дрине 26. и 27. августа 1914. године, о којима пише и дневник који никада није објављен. Оригинални рукопис о овим борбама је сачувала његова породица Влајинац. Посло мучног пробијања кроз Албанију са својим пуком стигао је у Солун, одакле је као ратни дописник Шумадијске дивизије слао извештаје за Ратни дневник. Погинуо је 17. априла 1917. године на Солунском фронту, приликом непријатељског бомбардовања у 40. години. Сахрањен је у порти Драгоманске цркве на Меглену. Пренесен је у Врање 1. марта 1925.
Вест о његовој погибији, као и сам опис погибије, објављени у часопису Ратни дневник 22. априла 1917. године, брзо су се проширили и јако одјекнули. Боривоје Милојевић, географ и професор Београдског универзитета, је 20. априла 1917. године упутно писмо др Јовану Цвијићу у коме га је обавестио о погибији Ристе Т. Николића. Павле Вујевић, још један од његових пријатеља, послао је Цвијићу дописну карту са обавештењем да је објављен некролог о Ристи Т. Николићу у Српским новинама. Службени војни лист 1919. године је објавио списак умрлих војника од рана за време Првог светског рата, међу којима је био и Риста Т. Николић. То је био велики губитак за друштво и науку.

## Најважнија дела
- Опис Пољанице и Клисуре Ветернице у врањском округу (1902)
- Врањска Пчиња у сливу Јужне Мораве (1903)
- Околина Београда и Смедерева (1903)
- Стеван Немања и Растислав Немањић (1903)
- Пољаница и Клисура (1905)
- Крајиште и Власина (1912)

## Галерија
- Једно од писама Јована Цвијића упућено Ристи Т. Николићу
- Потпис Ристе Т. Николића
- Из заоставштине Ристе Т. Николића и породице Влајинац
- Отварање изложбе посвећене Ристи Т. Николићу у Врању у новембру 2024. године